# Pavina
Pavina es un alcaloide que se encuentra en las especies de amapola.